# Sokolniki (condado de Garwolin)
Sokolniki es un pueblo de Polonia, en Mazovia. Se encuentra en el distrito (Gmina) de Żelechów, perteneciente al condado (Powiat) de Garwolin. Se encuentra aproximadamente a 7 km al suroeste de Żelechów, 20 km al sureste de Garwolin, y a 75 km al sureste de Varsovia. Su población es de 129 habitantes.
Entre 1975 y 1998 perteneció al voivodato de Siedlce.